# Lunáticos
Lunáticos es una película de comedia negra satírica argentina-mexicana-uruguaya de 2022 dirigida por Martín Salinas. La trama sigue a un grupo de personas que sufren las consecuencias de la suspensión del comercio en China por parte del presidente de Estados Unidos, lo que causa un impacto financiero global y negativo en la vida de estas personas. Está protagonizada por un reparto coral encabezado por Daniel Hendler, Julián Kartun y Luis Ziembrowski, acompañados por Verónica Llinás, Rafael Spregelburd, Gerardo Chendo, Alfonso Dosal, Cassandra Ciangherotti, Julieta Egurrola, Marcelo Subiotto, Pablo Pinto, Francisco Lumerman, Marina Bellatti y Claudio Martínez Bel. La película se estrenó el 4 de agosto de 2022 en las salas de cines de Argentina bajo la distribución de Arca Difusión.

## Sinopsis
La historia se centra en varios personajes que son habitantes de la Ciudad de Buenos Aires, la Ciudad de México y Montevideo, cuyas vivencias se entrecruzan a partir de que el presidente de Estados Unidos publica un tuit, diciendo que suspende el comercio con China. En razón de esto, en los medios de comunicación de todo el mundo, comienza a correr el rumor de que el presidente norteamericano está encerrado y aparentemente sobremedicado en el baño del Despacho Oval. Estas noticias desatan un declive financiero mundial, provocando un caos de información e impactando directamente en la vida social, anímica y económica de este grupo de personas. 

## Reparto
- Daniel Hendler como Víctor
- Julián Kartun como Pablo
- Luis Ziembrowski
- Verónica Llinás
- Rafael Spregelburd
- Gerardo Chendo
- Alfonso Dosal
- Cassandra Ciangherotti
- Julieta Egurrola
- Marcelo Subiotto
- Pablo Pinto
- Francisco Lumerman
- Marina Bellati como Mariela
- Claudio Martínez Bel como Dr. León Miller
- Pablo Solarz
- Black Rodríguez Méndez
- Claudio Garófalo como Jaime

## Lanzamiento
El 6 de julio del 2022, se publicó el primer tráiler de la película anunciado que su estreno sería el 4 de agosto de ese año en Argentina.

## Recepción

### Comentarios de la crítica
La película recibió críticas mixtas por parte de los expertos. Milagros Amondaray del diario La Nación calificó a la película como «buena», diciendo que el director logra mostrar la narrativa «con una óptica mordaz». Por otro lado, Javier Franco del sitio web Cinéfilo serial valoró que «los actores se desarrollan con total naturalidad, hay gags cómicos muy bien ejecutados y la química no falta», aunque cuestionó que «el pecado más grande que comete el largometraje es volverse demasiado cíclico en su formato», sin embargo, concluyó que «el resultado final resulta positivo». En una reseña para el periódico Clarín, Pablo O. Scholz escribió que se trata de una cinta «tono de comedia disparatada, y que Salinas llamara a figuras no siempre acostumbradas a ese extremo del género, a excepción de Llinás, ha sido una apuesta fuerte y que le salió con resultado positivo». En cambio, Ezequiel Boetti del portal Otros cines marcó que la película es «un tanto irregular, con un par de historias más y mejor desarrolladas y una de ellas suena forzada», al igual que «el acento de varios actores argentinos haciendo de uruguayos».